# Dizem Que É Amor
Dizem Que É Amor (High Time, no original em inglês) é um filme norte-americano de 1960, do gênero comédia musical, dirigido por Blake Edwards e estrelado por Bing Crosby e Fabian.
High Time é um veículo para Bing Crosby que, no melhor momento cômico, surge travestido de Scarlet O'Hara, a heroína de Gone with the Wind.
O filme foi indicado ao Oscar de Melhor Canção Original por "The Second Time Around", composta por Jimmy Van Heusen e Sammy Cahn, interpretada por Crosby.

## Sinopse
Harvey Howard, milionário viúvo, decide voltar ao colégio para receber a instrução que não teve quando jovem. Logo, torna-se um favorito entre os colegas pela sua vivacidade e disposição de suportar as humilhações da iniciação -- o que inclui dançar vestido de Scarlet O'Hara. Ele topa fazer de tudo, exceto correr atrás das garotas mais novas. Na verdade, Harvey está interessado na professora Helene Gauthier, cuja idade regula mais ou menos com a sua. Ao final do primeiro ano, ele é a figura mais popular do campus -- e também o melhor cantor.

## Premiações
| Patrocinador                                  | Prêmio | Categoria              | Situação |
| --------------------------------------------- | ------ | ---------------------- | -------- |
| Academia de Artes e Ciências Cinematográficas | Oscar  | Melhor Canção Original | Indicado |

## Elenco
| Ator/Atriz      | Personagem                 |
| --------------- | -------------------------- |
| Bing Crosby     | Harvey Howard              |
| Fabian          | Gil Sparrow                |
| Tuesday Weld    | Joy Elder                  |
| Nicole Maurey   | Professora Helene Gauthier |
| Richard Beymer  | Bob Bannerman              |
| Patrick Adiarte | T. J. Padmanagham          |
| Jimmy Boyd      | Robert Higgson             |
| Yvonne Craig    | Randy 'Scoop' Pruitt       |
| Gavin MacLeod   | Professor Thayer           |